# Xã Baraga, Michigan
Xã Baraga (tiếng Anh: Baraga Township) là một xã thuộc quận Baraga, tiểu bang Michigan, Hoa Kỳ. Năm 2010, dân số của xã này là 3.815 người.